# Pierlas
Pierlas (okzitanisch Pierlàs, italienisch Pierlasso) ist eine französische Gemeinde im Département Alpes-Maritimes in der Region Provence-Alpes-Côte d’Azur. Sie gehört zum Arrondissement Nizza und zum Kanton Vence. Die Bewohner nennen sich Pierlasois oder Pierlencs.

## Geographie
Die Gemeinde liegt in den französischen Seealpen. Die angrenzenden Gemeinden sind Roubion im Nordosten, Ilonse im Osten, Lieuche im Südosten, Rigaud im Südwesten und Beuil im Nordwesten.

## Bevölkerungsentwicklung
| Jahr      | 1962 | 1968 | 1975 | 1982 | 1990 | 1999 | 2008 | 2012 |
| --------- | ---- | ---- | ---- | ---- | ---- | ---- | ---- | ---- |
| Einwohner | 92   | 62   | 67   | 73   | 115  | 84   | 111  | 89   |

## Sehenswürdigkeiten
- Kirche Saint-Sylvestre (1338) und einige Kapellen.

## Persönlichkeiten
Die wohl bekanntesten Familien von Pierlas heißen Caïs und Ribotti. Letztere ist mit einem Jean Ribotti aus dem Jahr 1699 erwähnt. Sie trugen den Adelstitel Graf, auf Französisch Comte. Zur Dynastie gehörte der Militär Ignazio Ribotti, Graf von Mollières in Valdeblore, * 12. November 1809 in Nizza, † 26. September 1864 in Brig-Glis.

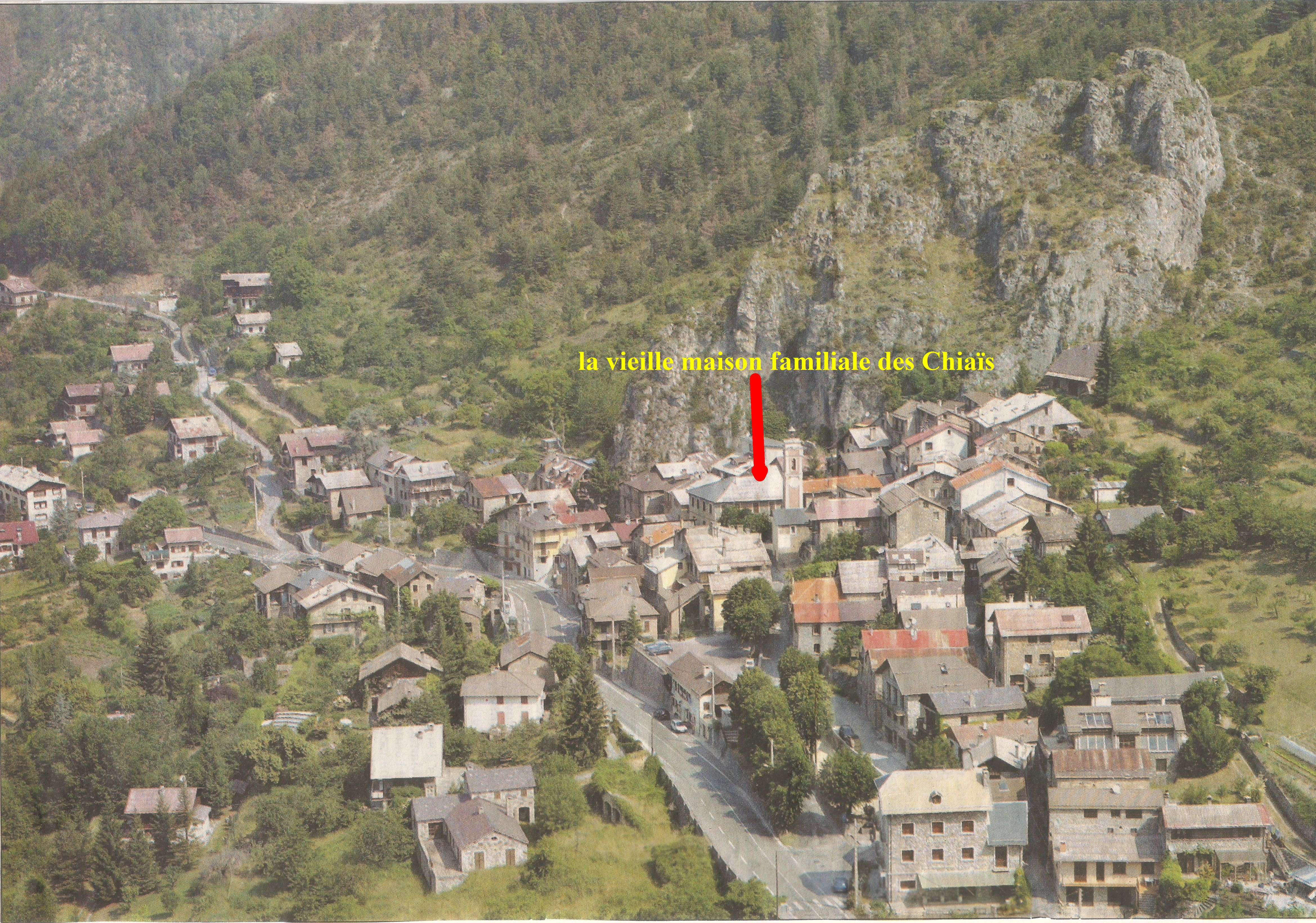
Das Haus der bekannten Familie Caïs ist rot gekennzeichnet.
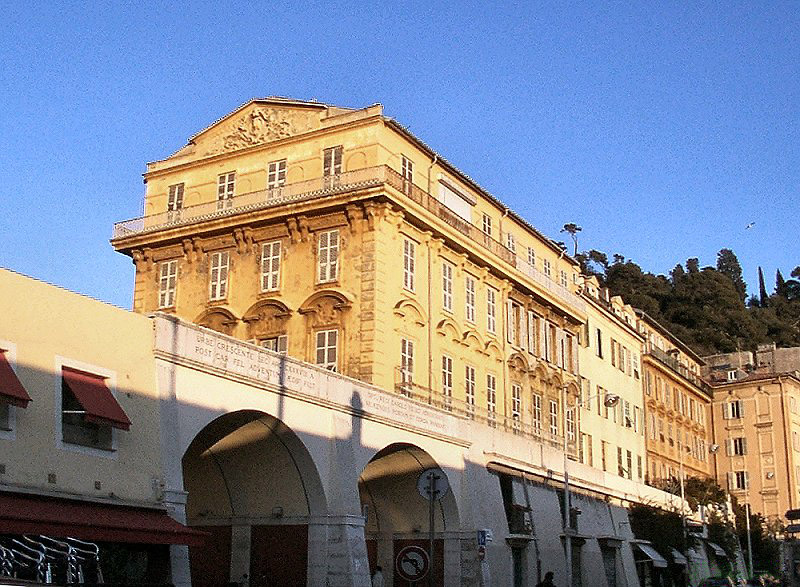
Palais Caïs de Pierlas